# Mike Mosiello
Michele Alphonso Mosiello (Frasso Telesino, 2 december 1896 – Asbury Park (New Jersey), 3 juni 1953) was een uit Italië afkomstige Amerikaanse jazztrompettist.

## Biografie
Mosiello werd geboren in Frasso Telesino in Italië in een muzikaal gezin. Zijn vader Tobia Mosiello speelde klarinet en zijn peetvader was trompettist en bandleider. Op 2-jarige leeftijd migreerden Mike en zijn gezin naar de Verenigde Staten en vestigden zich in New York. Hier begon de jonge Mike rond zijn zesde trompet te spelen. Tijdens de Eerste Wereldoorlog meldde Mosiello zich als militair muzikant bij het United States Marine Corps en werd gestationeerd in Europa. Terug in New York begon hij na de oorlog serieus een carrière als beroepsmuzikant.
Mosiello speelde met de orkesten van verschillende beroemde bandleiders, waaronder Vincent Lopez. Hij was echter een van de meest productieve studiomuzikanten van de jaren 1920, verscheen op honderden platen en voegde vaak een jazzsmaak toe aan veel hedendaagse Tin Pan Alley-hits. Zijn belangrijkste opnamen als 'hot' solist waren waarschijnlijk die, die werden gemaakt voor Victor onder leiding van Nathaniel Shilkret en zijn talloze kanten, gemaakt voor het goedkope Grey Gull Records-gezelschap (Grey Gull, Radiex Records, Van Dyke Records, Madison, enz.). Mosiello lijkt een beetje de leider te zijn geweest van de studioband van het laatste gezelschap en heeft met deze groep zelf verschillende composities opgenomen (zie hieronder). Tot zijn meest frequente mede-muzikanten op deze opnamen (en op velen ook gemaakt voor andere labels en bandleiders) behoorden reedman en gitarist Andy Sannella en accordeonist Charles Magnante. Sannella sprak in een interview kort voor zijn dood zeer lovend over Mosiello's vaardigheden als muzikant.
Vanaf de jaren 1930 was Mosiello vooral actief op de radio en in de pitorkesten van verschillende theaters. In de jaren 1940 toerde hij met pianist en komiek Victor Borge, maar leidde hij ook een eigen band in de Top Hat Club in New Jersey. Sinds 1922 was Mosiello getrouwd met Antoinette Greco, aan wie hij zijn compositie Antoinette, I Love You opdroeg. Ze kregen een zoon en een dochter.

## Overlijden
Mike Mosiello overleed in juni 1953 op 56-jarige leeftijd aan alvleesklierkanker.

## Discografie

### Composities
Aangezien geen van de vele composities van Mosiello gepubliceerd lijkt te zijn, zijn de enige bronnen hiervoor de credits op de uitgegeven originele platen. Hieronder staat een lijst met bekende Mosiello-composities en uitgaven:
- Adeline (Grey Gull 1821)
- Antoinette I Love You (Madison 50023)
- Baby Mine (Grey Gull 1878, Van Dyke 81878)
- Blue Ridge Blues (Grey Gull 1819, Supreme 1819, Van Dyke 81819)
- Blue Waters (Grey Gull 1845, Van Dyke 81845, Madison 5087)
- Come Again (Grey Gull 1780, Van Dyke 71780; ook uitgegeven als Darlingest)
- Carolina (Madison 6024; mogelijk ook uitgegeven als Virginia op Madison 6009)
- Crying For You (Grey Gull 1876)
- Dream Boy (Grey Gull 1847)
- Dreaming Of You (Grey Gull 1785, Van Dyke 71785)
- Hittin' Em Low (Grey Gull 1891)
- Italian Waters (Grey Gull 1750, Van Dyke 71750)
- Just Blues (Grey Gull 1739, Supreme 1739, Radiex 909, Van Dyke 71739, Madison 1649)
- Just Once More (Grey Gull 1783, Van Dyke 71783)
- Just You Honey (Grey Gull 1798; ook uitgegeven als That Wicked Stomp op Grey Gull 1888 en als Waiting For You oo Grey Gull 1890!)
- Linda (Grey Gull 1888)
- Lonesome Me (Madison 5069)
- Love Me Dear (Grey Gull 1877)
- Necking Nellie Home (Madison 50009)
- Step On It (Madison 50009)
- Stomp Along (Grey Gull 1749, Phonycord 563; ook uitgegeven als Black Stomp)
- Sweetheart It's You (Van Dyke 81891; ook uitgegeven als Emilia op Grey Gull 1752 en Radiex 1752)
- Sweet Henry (Grey Gull 1822)
- Two Red Lips (Van Dyke 914, Madison 5063; ook uitgegeven als I Found My Sunshine Under An Umbrella op Madison 50011)
- Wow Wow Blues (Grey Gull 1751, Van Dyke 901, 5001 & 71751, Madison 5001, 50001 & 1935, Goodson 156; op sommige uitgaven hernoemd als Ja Da Blues)
- You Ought To See Her Now (Grey Gull 1779, Van Dyke 71779)

Enkele van deze platen zijn heruitgebracht op de cd Grey Gull Rarities van Jazz Oracle
- Gemeinsame Normdatei: 1128448629
- MusicBrainz: 0dda94af-5231-4d58-b991-1967a98cb4a7
- Virtual International Authority File: 965149068437265730005
- WorldCat: E39PBJtmwgwYqcypJ34FY4tBT3